# 石市镇
石市镇，是中华人民共和国江西省宜春市宜丰县下辖的一个乡镇级行政单位。

## 行政区划
石市镇下辖以下地区：
石市集镇社区、潭下村、土桥村、夏讲村、石崖滩村、何家村、竹源村、梨树村、凌江村、星溪村、车溪村、楼下村、库里村、浪源村、黄花村、石涌村、枫桥村、七都村和仁和水库生活区。